# Finsbury Circus
Finsbury Circus est un parc de la Cité de Londres, Angleterre, créé en 1812, il est d'une surface de 2,2 hectares. C'est l'espace ouvert le plus grand de la Cité. Le terme de circus se réfère à la forme ovale de l'espace vert similaire aux cirques romains, dont le grand axe est orienté est-ouest.

## Histoire

### Avant la création de Finsbury Circus

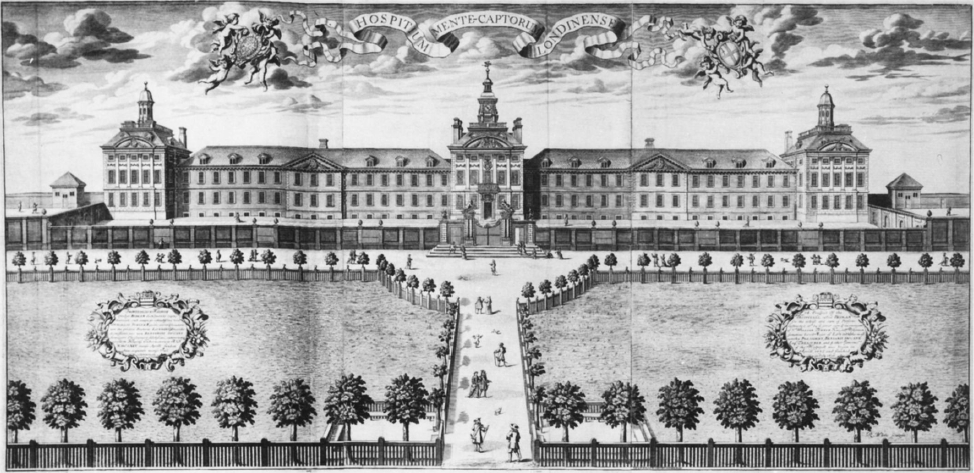
Le nouveau Bethlem Royal Hospital en 1676.

À l'époque romaine, l'emplacement actuel de Finsbury Circus se trouvait à l'endroit où la rivière Walbrook entrait dans Londinium et coulait ainsi du nord au sud, avant de se jeter dans la Tamise. De nos jours, la rivière est souterraine.
Finsbury Circus se trouve sur une partie des terrains de Finsbury Manor, disparu en 1527, qui portent également le deuxième Bethlem Royal Hospital en 1675. Les bâtiments d'origine sont d'abord destinés aux marchands et gentlemen, puis après réaménagement intérieur sont loués à des avocats et d'autres professions. La démolition des derniers bâtiments de Bethlem Royal Hospital aura lieu en 1921.

### XIXesiècle

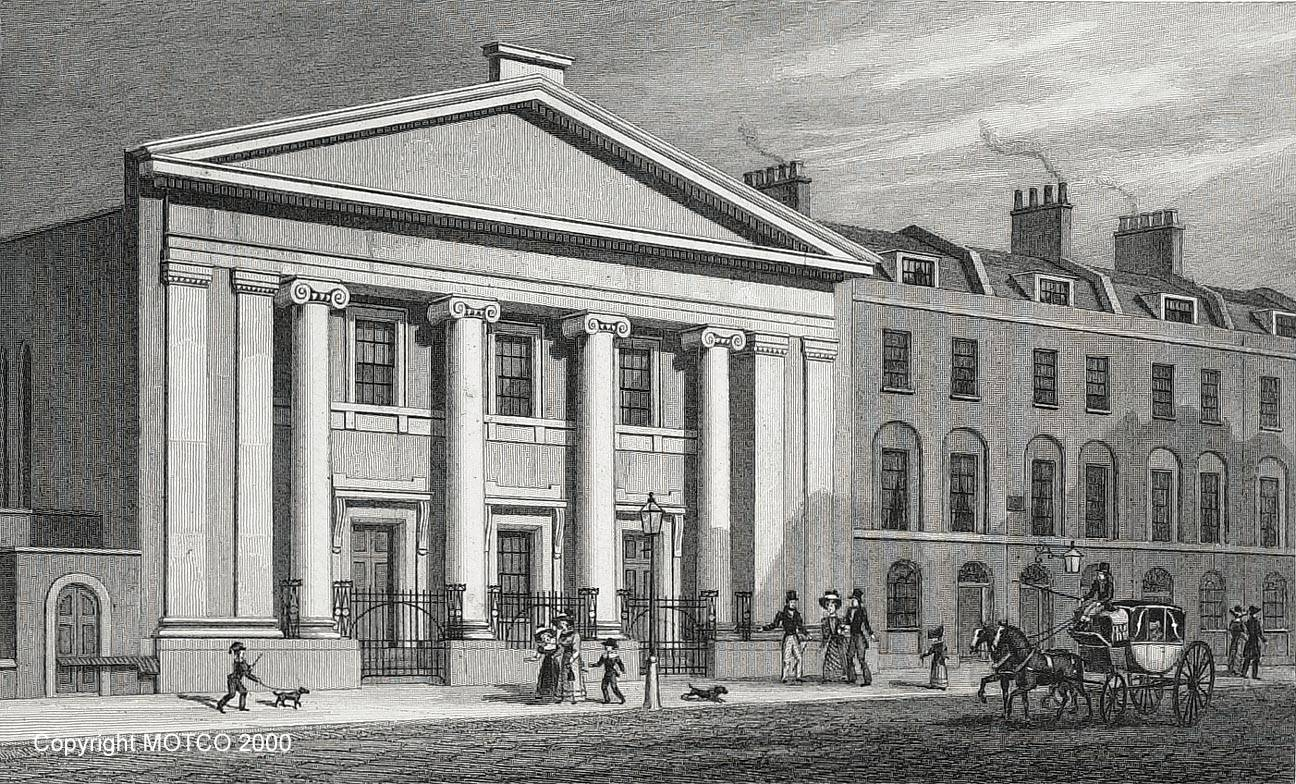
South Place Chapel, église unitariste.

Finsbury Circus est créé en 1812 par William Montague le responsable de la Cité. Les jardins prennent la forme ovale par une ceinture de tilleuls conçus par l'architecte George Dance le Jeune en 1815.
En 1819, la London Institution (en) s'installe dans des locaux « ingénieusement conçus et élégamment détaillés » conçus par William Brooks (de) à l'extrémité nord du cirque ; elle ferme en 1912 puis l'université de Londres utilise les bâtiments jusqu'à leur démolition en 1936.
Face à Finsbury Circus, South Place Chapel (de), une grande église unitariste est érigé en 1824 par William Johnson Fox (en).
Entre 1860 et 1865, Finsbury Circus est menacé d'être remplacé par une gare de métro mais face aux protestations publiques le Metropolitan Railway passera en 1869 par un tunnel sous l'ovale.

### XXesiècle

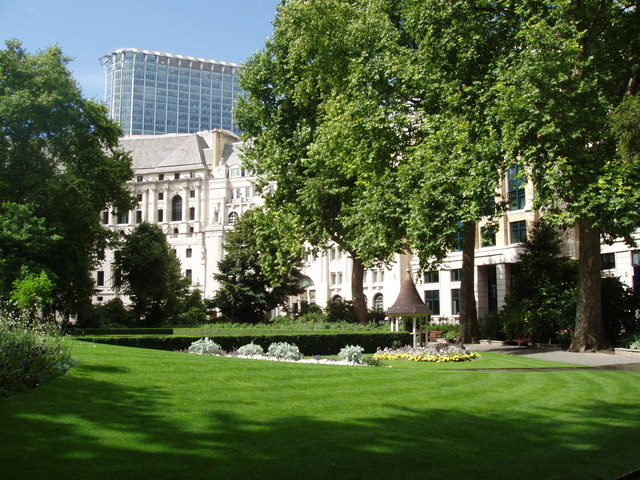
L'immeuble Britannic House (anciennement Luytens House) de Edwin Lutyens vue de la pelouse centrale.

Finsbury Circus devient un parc ouvert au public au début du 20e siècle par les prérogatives conférées à Corporation de la Cité de Londres par un décret municipal de 1900. Les jardins étaient jusque-là des espaces privés pour l'usage des propriétaires et locataires des immeubles voisins qui ont contesté l'expropriation pour cause d'utilité publique, craignant que l'usage public crée une nuisance qui ferait baisser le prix de leurs propriétés. La campagne pour rendre cet espace public est menée par Alpheus Morton (en), alderman du quartier de Farringdon Without (en) et membre du comité pour les voies publiques, et le cirque est connu alors sous le nom de « Morton's Park ».
Face au quart nord-ouest de l'ovale, se trouve la voie d'accès à Finsbury Circus et Britannic House construit par Edwin Lutyensde 1921 à 1925 pour la Anglo-Persian Oil Company, qui deviendra British petroleum dont les statues sont de Francis Derwent Wood. À cet endroit, il y avait les dernières anciennes maisons et il s'agit désormais du siège de la société international d'avocat Stephenson Harwood (en).

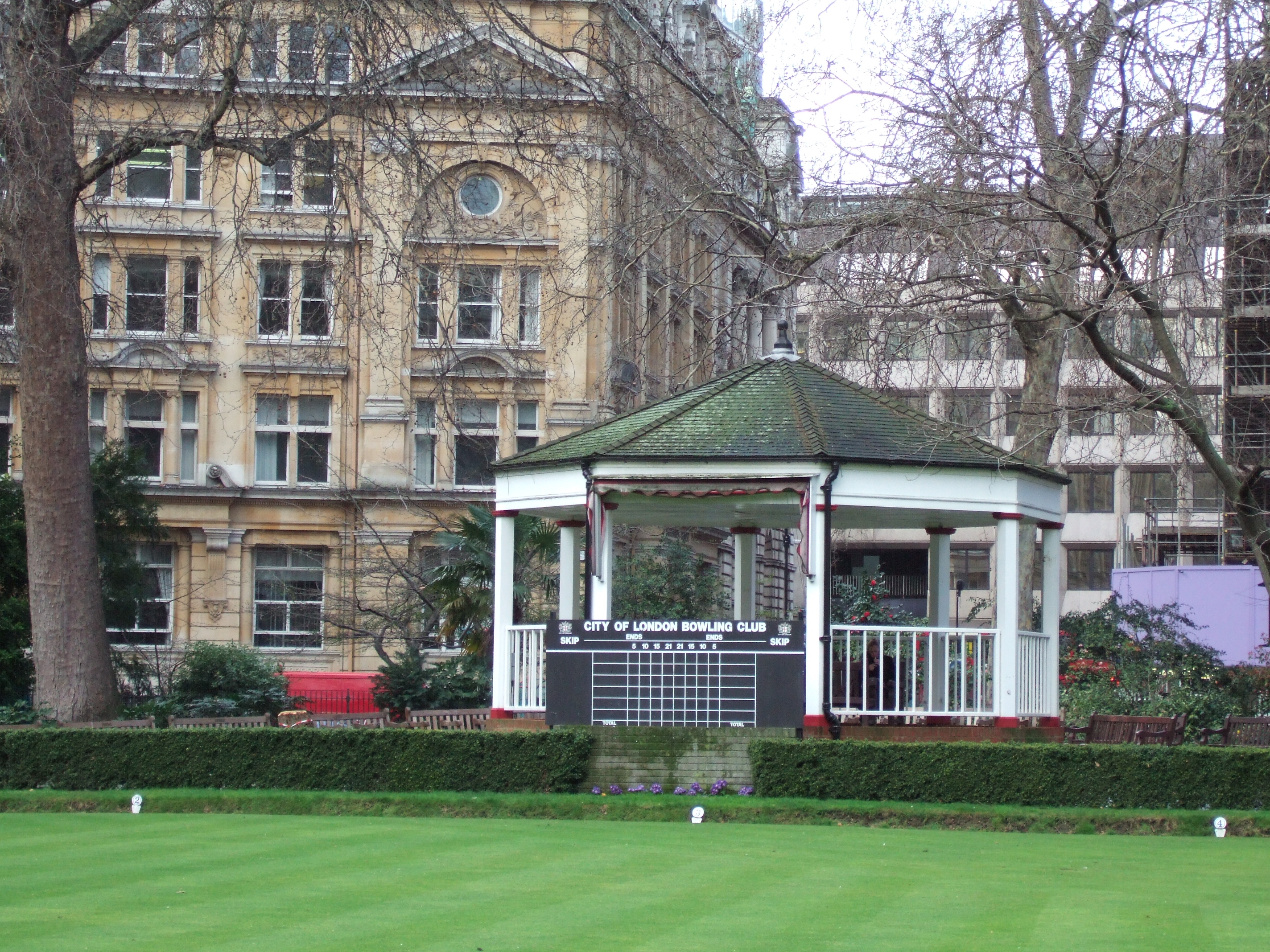
Le green de jeu de boulingrin.

Depuis 1925, un club de Boulingrin se trouve dans les jardins. Un kiosque à musique, construit en 1955, est situé à proximité.

## XXIesiècle
La station de métro la plus proche est Moorgate, du côté ouest. Le parc est desservi également par la Gare de Liverpool Street.
Finsbury Circus est le point d'arrivée de la chasse au trésor en automobile nommée Miglia Quadrato (en) chaque année. Il est même devenu ligne de départ depuis que la course a quitté Smithfield.
De 2010 à 2017 la partie centrale du parc a été neutralisée pour la construction de station Liverpool Street du réseau Crossrail. Un trou de 16 m de diamètre et de 42 m de profondeur a été creusé pour permettre la construction des quais souterrains. Le projet prévoit la restauration du site après la fin des travaux.